# Sarcoidosis
La sarcoidosis, (del griego sarx, que significa 'carne') o enfermedad de Besnier-Boeck, es una  enfermedad granulomatosa sistémica, de carácter autoinmunitario, que afecta a todas las poblaciones y etnias humanas, y fundamentalmente a adultos entre 20 y 40 años. Sus causas son desconocidas. Los síntomas pueden aparecer repentinamente, pero suelen manifestarse de manera gradual. El curso de la enfermedad es variable y puede ser desde asintomática hasta crónica (en el 5 % de los casos), pudiendo llevar a la muerte (solo en un 1 % de los casos en que se hace crónica).
La enfermedad puede manifestarse en cualquier órgano del cuerpo, con mayor frecuencia en el pulmón y ganglios intratorácicos. También son frecuentes las manifestaciones oculares, cutáneas y hepáticas.

## Etiología
Su etiología es desconocida, aunque la hipótesis más aceptada es que se trata de una respuesta inmunitaria a la exposición a factores ambientales en individuos genéticamente predispuestos.

## Epidemiología

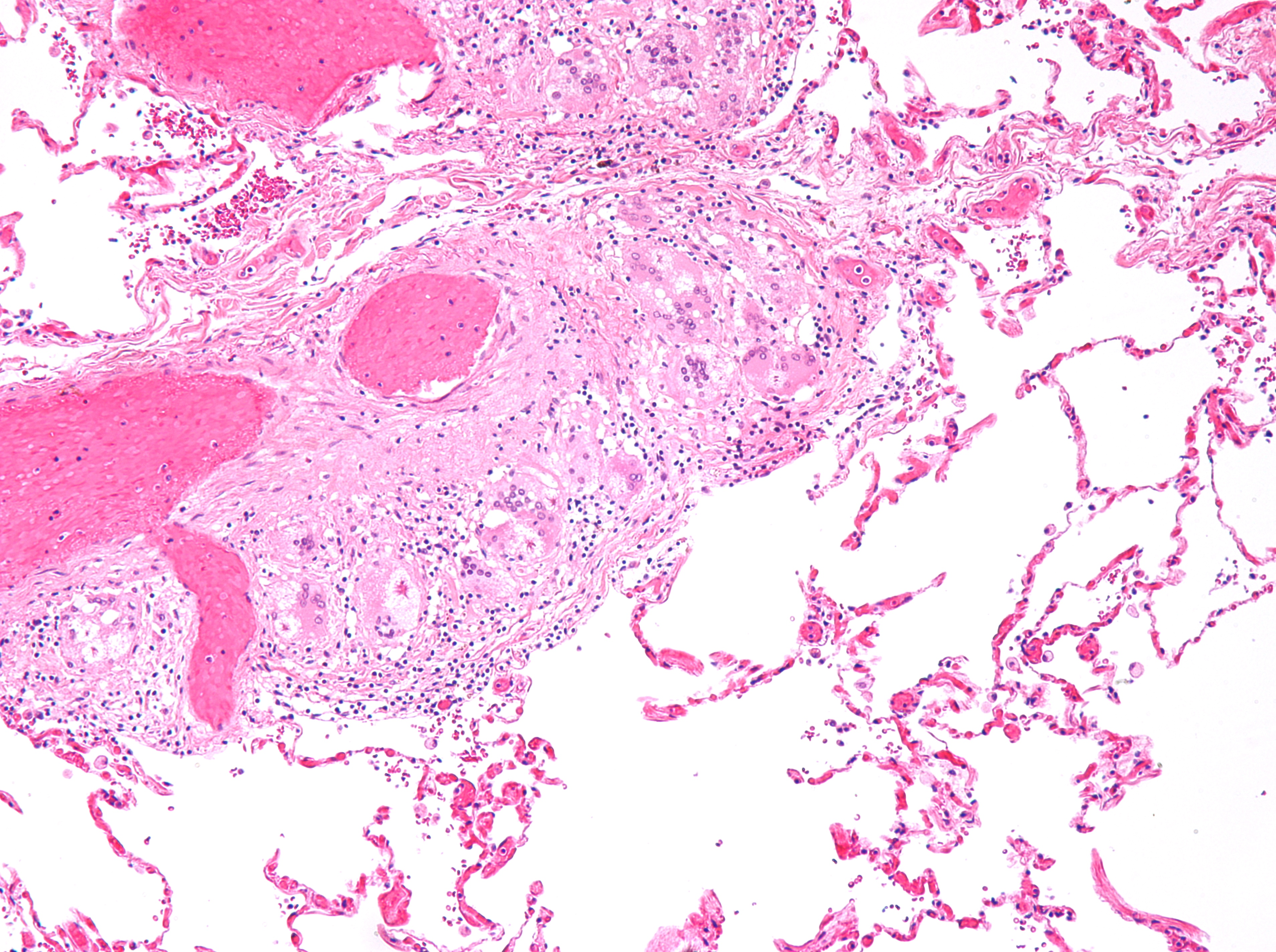
Ampliación micrográfica de un cuerpo visto en sarcoidosis pulmonar.

Afecta comúnmente a adultos jóvenes de ambos sexos, aunque es ligeramente más frecuente entre las mujeres. Hay dos picos de incidencia: en el grupo de edad de 20 a 29 años y en mujeres de más de 50 años.
Es una enfermedad que afecta a todas las poblaciones humanas, con una incidencia media de 16,5/100 000 en hombres y 19/100 000 en mujeres. Es más frecuente en los países del Norte de Europa, siendo la incidencia anual más alta en Suecia e Islandia (60 por cada 100 000 habitantes). En Estados Unidos, la sarcoidosis es más común en personas de ascendencia africana que en caucásicos, con una incidencia anual de 35,5 y 10,9 por cada 100 000 habitantes, respectivamente. Parece ser menos frecuente en Sudamérica, España, Canadá, Filipinas y la India. En concreto, apenas se han registrado casos en inmigrantes del norte de España.
Las diferencias en la incidencia de esta enfermedad pueden deberse en parte a la falta de diagnóstico en determinadas regiones del mundo y a la presencia de otras enfermedades granulomatosas como la tuberculosis, que pueden enmascarar la sarcoidosis.
Puede haber diferencias étnicas en la severidad de la enfermedad. Diversos estudios sugieren que en personas de origen africano el curso puede ser más grave y la enfermedad estar más diseminada, mientras que las personas de raza caucásica suelen desarrollarla de forma asintomática con más frecuencia.
Los síntomas parecen ser ligeramente diferentes según etnia y género: el eritema nodoso es mucho más común en hombres que en mujeres y en caucásicos que en cualquier otra etnia. En Japón son más comunes las afecciones cardiacas y oftalmológicas.

## Diagnóstico

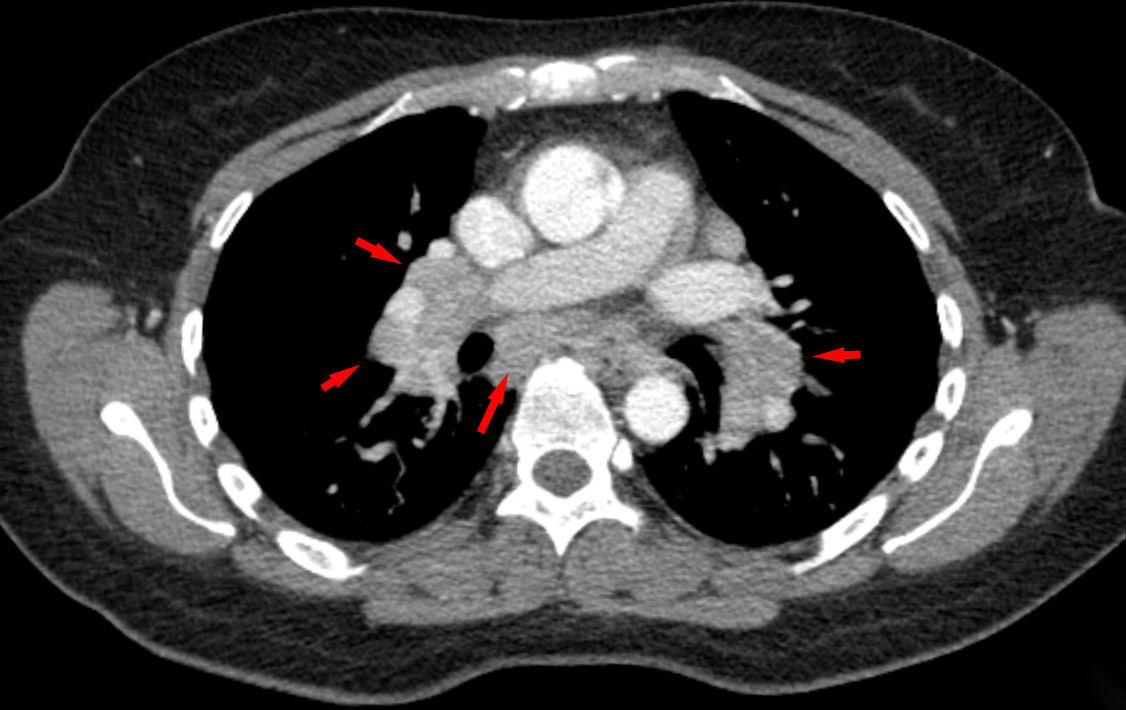
TC de tórax que muestra linfoadenopatías perihiliares bilaterales en paciente con sarcoidosis

Su diagnóstico generalmente se hace por exclusión con una clínica compatible, imágenes radiológicas sugerentes y la confirmación histológica con presencia de granulomas no caseosos.
Dentro de los diagnósticos diferenciales está el linfoma, metástasis pulmonares, síndrome de Caplan, Granulomatosis de Wegener e infecciones atípicas, tales como citomegalovirus, cryptococo o Mycobacterium avium.
Otros de los hallazgos que se pueden encontrar con relativa frecuencia son:
- Hipercalcemia
- Niveles elevados de vitamina D
- Niveles elevados de velocidad de sedimentación globular
- Aumento de los niveles séricos de ECA

## Sintomatología

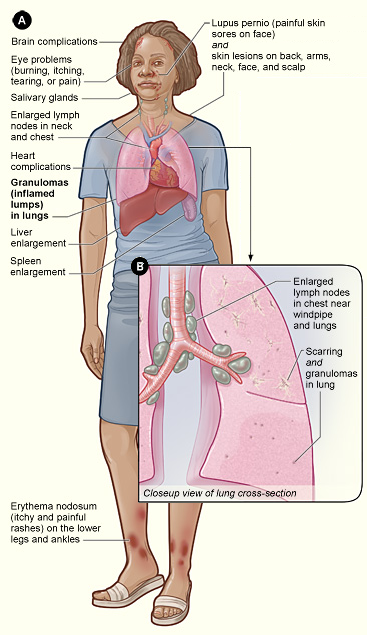
Síntomas y signos de la sarcoidosis

La sarcoidosis es una enfermedad sistémica que puede afectar a cualquier órgano. Los síntomas más comunes son imprecisos: fatiga, falta de energía, pérdida de peso, dolores articulares, sequedad ocular, visión borrosa, falta de aliento, tos seca o lesiones cutáneas, que varían desde enrojecimientos y pequeños nódulos hasta eritema nodoso o lupus pernio. A menudo es asintomática.
La combinación de eritema nodoso, adenopatía hiliar bilateral, fiebre, y artritis o artralgia recibe el nombre de síndrome de Löfgren, y tiene un pronóstico relativamente bueno.
Pueden producirse afecciones renales, hepáticas, cardiacas o encefálicas, que pueden provocar alteraciones funcionales posteriores. Las manifestaciones oculares incluyen uveitis, uveoparotitis (asociada con el síndrome de Heerfordt-Waldenstrom) e inflamación de retina, que puede provocar pérdida de visión clara o ceguera.

### Corazón
Aunque el compromiso cardiaco está presente en un 20-30 % de los pacientes con sarcoidosis, sólo un 5 % de los pacientes presenta síntomas. La presentación de sarcoidosis cardiaca puede ir desde anormalidades asintomáticas en la conducción hasta incluso arritmias ventriculares. La sarcoidosis miocárdica es una de las causas muy poco frecuentes de muerte súbita cardiaca.

### Ocular
Se presenta con uveítis, uveoparotiditis y retinitis, lo cual puede llevar a la ceguera total.

### Sistema nervioso
La combinación de uveoparotiditis, compromiso y parálisis del nervio facial y fiebre, se le denomina uveoparotiditis febril (también denominada Heerfordt-Waldenstrom syndrome). El compromiso del SN es menor al 1 % de los pacientes con sarcoidosis, afectando generalmente, las meninges basales lo cual implica compromiso a nivel de los nervios craneales. Además, puede debutar como mielopatía cuando existe compromiso intramedular.

### Faneras
Existe alopecia central o en placas en el cuero cabelludo.

## Tratamiento
Entre el 30 y el 70 % de los pacientes no requiere tratamiento. Se han venido utilizando corticosteroides, en concreto prednisona. En algunos pacientes, este tratamiento puede ralentizar o revertir el curso de la enfermedad, pero otros no responden a esta terapia. Su uso es controvertido porque en muchos casos la enfermedad remite espontáneamente. Además los corticosteroides tienen efectos secundarios, de manera que su uso se suele limitar a los casos más graves.
También se suelen tratar los síntomas severos con inmunosupresores, como la azatioprina. Al estar los granulomas provocados por acumulación de células inmunitarias, especialmente linfocitos T, algunos inmunosupresores han resultado eficaces, como los inhibidores de la interleuquina-2 o del TNF alfa. Pero ninguno de ellos es completamente eficaz y además pueden tener efectos secundarios, incrementándose el riesgo de reactivación de una tuberculosis latente o de desarrollar determinados tumores.
Aproximadamente la mitad de los casos remiten o se pueden curar en 12-36 meses y la mayor parte de ellos en 5 años. Pocas veces la enfermedad persiste durante décadas.

## Relación con la silicosis
El Servicio de Neumología Ocupacional del Instituto Nacional de Silicosis cree haber descubierto una nueva causa que incrementa y acelera la agresividad de la silicosis en la sarcoidosis silicótico.
Según la doctora Karime Beltrán, una de las máximas responsables de la investigación, este descubrimiento podría tener importantes efectos sobre el tratamiento de ambas enfermedades, ya que abre la posibilidad de desarrollar nuevos fármacos.

### Relación entre sí
La doctora Quero describió la posible relación entre ambas patologías tras analizar la literatura y observar que los pacientes silicóticos en la fase dos y tres de la enfermedad presentaban cuadros similares a la sarcoidosis pulmonar. Los enfermos que padecían sarcoidosis pulmonar incluidos en su estudio tenían también lesiones propias de la silicosis. El Instituto Nacional de Seguridad en el Trabajo de Estados Unidos concluyó ya en 1980 que las personas que se encontraban expuestas a sílice de forma habitual corrían mayor riesgo de contraer una sarcoidosis pulmonar.
En el estudio publicado por la Dra. Quero se analizaron las historias clínicas de 25 casos de sarcoidosis atendidos en el Instituto de Silicosis entre 1980 y 2000. Se observó que doce de los afectados trabajaban en industrias con alta presencia de sílice; en su mayor parte, mineros y personal de canteras de granito. Además, de diez de ellos se tenían radiografías que confirmaban (según los investigadores) la presencia de lesiones típicas de la silicosis. Uno de los casos investigados correspondía a una persona que había fallecido, que en el estudio anatomopatológico post mortem se describió un cuadro de silicosis acelerada.